# Radomir Reszke
Radomir Reszke (ur. 26 października 1920 w Moskwie, zm. 2 grudnia 2012 we Wrocławiu) – polski dyrygent, kompozytor i pedagog muzyczny.

## Życiorys
Od 1937 roku był chórmistrzem w Liceum Administracyjno-Handlowym w Wilnie. Po uzyskaniu matury podjął w 1939 roku studia w Wileńskim Konserwatorium Muzycznym. Podczas II wojny światowej pracował jako muzyk orkiestrowy i dyrygent chórów, m.in. w Reprezentacyjnej Orkiestrze Jazzowej Republiki Litewskiej i w Teatrze Muzycznym w Wilnie. Po wojnie wrócił do przerwanych studiów. W 1949 roku przeniósł się do Państwowej Wyższej Szkoły Muzycznej we Wrocławiu, gdzie uzyskał najpierw dyplom na Wydziale Pedagogicznym (1952), a następnie dyplom z dyrygentury u Włodzimierza Ormickiego (1954) i z kompozycji u Stefana Bolesława Poradowskiego (1957).
Od 1949 roku działał we Wrocławiu jako instruktor w ruchu amatorskim i nauczyciel w szkołach muzycznych. Od 1952 do 1954 roku był dyrygentem orkiestry Zespołu Pieśni i Tańca Śląskiego Okręgu Wojskowego. W latach 1956–1968 był wizytatorem ognisk artystycznych. W 1967 roku uzyskał uprawnienia instruktora kategorii specjalnej. Prowadził szkolenia dla instruktorów muzycznych, kursy kwalifikacyjne dla dyrygentów zespołów amatorskich, był opiniodawcą i konsultantem programów oraz jurorem konkursów i przeglądów muzycznych. Był współorganizatorem i w latach 1954–1961 drugim dyrygentem Wrocławskiej Orkiestry Symfonicznej (późniejszej Filharmonii Wrocławskiej). Od 1961 do 1963 roku był jej kierownikiem artystycznym i pierwszym dyrygentem. W latach 1969–1973 był przewodniczącym Dolnośląskiego Klubu Instruktorów Amatorskich Zespołów Artystycznych. Występował gościnnie jako dyrygent w Lublinie, Zielonej Górze, Jeleniej Górze oraz w NRD. Nagrywał dla Polskiego Radia, Pantomimy Wrocławskiej i Wytwórni Filmów Fabularnych we Wrocławiu.
W latach 1955–1956 był nauczycielem w Państwowej Średniej Szkole Muzycznej we Wrocławiu. Od 1956 roku wykładał w Państwowej Wyższej Szkole Muzycznej we Wrocławiu, w 1967 roku uzyskał tytuł docenta, a w 1988 roku profesora nadzwyczajnego. Pełnił na tej uczelni funkcję prodziekana (1967–1968) i dziekana (1968–1981) Wydziału Wychowania Muzycznego, kierownika katedry Wychowania Muzycznego (1972–1981) i dyrektora Instytutu Muzykoterapii (1984–1985). Gościnnie wykładał w Wyższej Szkole Pedagogicznej w Zielonej Górze (1974–1980). Był członkiem Związku Kompozytorów Polskich (od 1958) i Stowarzyszenia Autorów ZAiKS (od 1957).
Zaczął komponować na początku lat 50. XX wieku, początkowo na potrzeby ruchu amatorskiego, zespołów pieśni i tańca oraz orkiestr wojskowych. Jego dorobek kompozytorski obejmuje około 50 pozycji, w tym symfonie, koncerty solowe, utwory kameralne, wokalno-instrumentalne i chóralne. Wydał podręczniki Teoria dyrygowania (1966), Instrumentoznawstwo ogólne z akustyką w zarysie (1966), Instrumentoznawstwo specjalne dla instruktorów zespołów amatorskich małych form (1967), Instrumentoznawstwo specjalne dla kapelmistrzów orkiestr dętych (1967).

## Kompozycje
(na podstawie materiałów źródłowych)
- Suita śląska na chór mieszany i orkiestrę symfoniczną (1953)
- Suita dolnośląska na chór mieszany i orkiestrę symfoniczną (1953)
- Uwertura giocosa na orkiestrę symfoniczną (1957)
- Symfonia „Władysław Warneńczyk” (1957)
- Wariacje na skrzypce, altówkę i kontrabas (1958)
- Koncert na trąbkę basową (1959)
- Fuga serialna z tańcem starowrocławskim na kwintet dęty (1961)
- Groteska na małą orkiestrę symfoniczną (1962)
- Rêverie na harfę i orkiestrę smyczkową (1962)
- Pieśń bez słów na puzon i orkiestrę smyczkową (1964)
- Aria jazzowa na trąbkę i orkiestrę smyczkową (1964)
- Tryptyk dziecięcy na orkiestrę kameralną (1964)
- Koncert potrójny w dawnym stylu (1964)
- Ensembles na kwintet dęty (1965)
- Concertino na wiolonczelę i orkiestrę (1965)
- Wariacje na trąbkę i fortepian (1965)
- Popularny koncert na trąbkę (1967)
- Koncert na puzon (1969)
- Koncert na róg (1969)
- Suita na chór męski (1969)
- Sonata na wiolonczelę solo (1971)
- De profundis na 28 instrumentów dętych, kotły, organy elektryczne, 8 recytatorów i 2 orkiestry smyczkowe (1971)
- Akademicka uwertura jubileuszowa (1973)
- Kadencja wiolonczelowa na zespół smyczkowy (1976)
- F sharp and F sharp na fortepian solo (1978)
- melodram Ewa na sopran z recytacją i grą aktorską (1978)
- Temat i fuga na zespół akordeonowy (1979)
- Dedication for PP na fortepian solo (1981)